# آندره سویوتزو
آندره سویوتزو (انگلیسی: André Sogliuzzo؛ زادهٔ ۱۰ اوت ۱۹۶۶) هنرپیشه، کمدین، صداپیشه اهل ایالات متحده آمریکا است. وی از سال ۱۹۹۴ میلادی تاکنون مشغول فعالیت بوده‌است.
از فیلم‌ها یا برنامه‌های تلویزیونی که وی در آن نقش داشته‌است می‌توان به گربه‌ها و سگ‌ها: انتقام از کیتی گالور اشاره کرد.